# کینگزلی بلک
کینگزلی بلک (انگلیسی: Kingsley Black؛ زادهٔ ۲۲ ژوئن ۱۹۶۸) بازیکن فوتبال اهل ایرلند شمالی است.
از باشگاه‌هایی که در آن بازی کرده‌است می‌توان به باشگاه فوتبال میلوال، باشگاه فوتبال لوتون تاون، باشگاه فوتبال گریمزبی تاون، باشگاه فوتبال ناتینگهام فارست، باشگاه فوتبال لینکولن سیتی، و باشگاه فوتبال شفیلد یونایتد اشاره کرد.
وی همچنین در تیم‌های ملی فوتبال زیر ۲۱ سال ایرلند شمالی، Northern Ireland national under-23 football team, Northern Ireland B national football team، و ایرلند شمالی بازی کرده‌است.